# 延平 (漢)
延平（えんぺい）は、後漢の殤帝劉隆の治世に行われた元号。106年。

## 出来事
- 元年8月：殤帝崩御。安帝劉祜が即位。13歳の幼帝であるため鄧皇太后が継続して朝廷に臨んだ。

## 西暦・干支との対照表
| 延平 | 元年  |
| 西暦 | 106年 |
| 干支 | 丙午  |